# یلتس
شهر یلتس (به روسی: Елец) در کشور روسیه و در اوبلاست لیپتسک واقع شده‌است.